# گروه هیو
گروه هیو (انگلیسی: Hyve Group) شرکت فناوری اطلاعات بریتانیایی است، که در سال ۱۹۹۱ تأسیس شد.